# Józef Wodziński

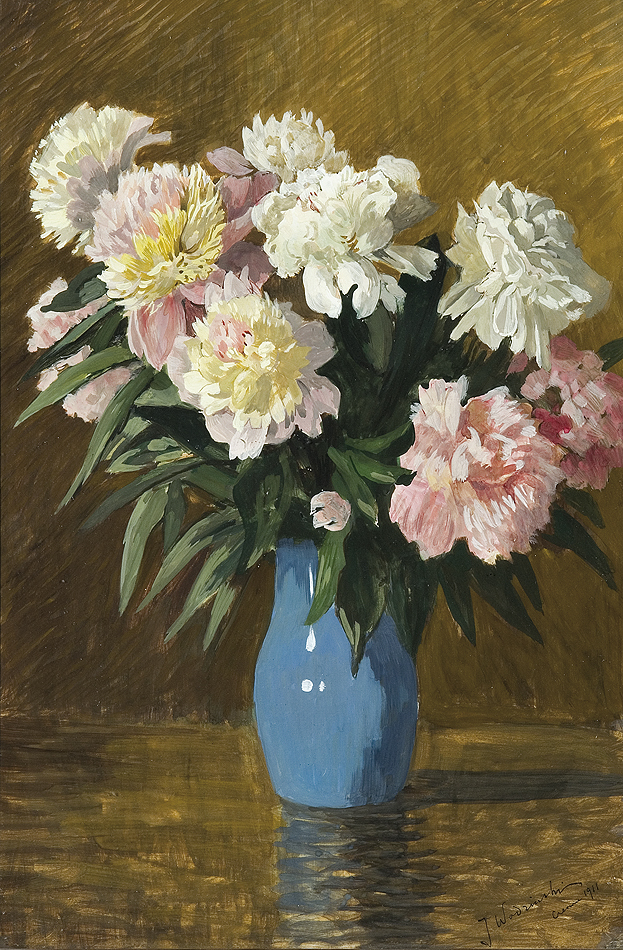
Pfingstrosen

Józef Wodziński (auch Josef von Wodzinski, * 1859 in Korytnica (heute Teil der Landgemeinde Trojanów im Powiat Garwoliński); † 1918) war ein in Deutschland tätiger polnischer Genre- und Landschaftsmaler. Neben der Ölmalerei lieferte er Vorlagen an deutsche und englische illustrierte Blätter.
Wodziński begann seine Malerlehre bei Wojciech Gerson und Aleksander Kamiński in Warschau und setzte sie 1878 bis 1881 an der Schule der Schönen Künste in Krakau fort. Danach studierte er seit dem 10. Oktober 1881 bis 1884 an der Königlichen Akademie der Bildenden Künste München bei Otto Seitz und weiter in Wien. Nach dem Studienabschluss ließ er sich in München nieder, nach 1900 kam er nach Berlin.
Von 1881 bis 1897 stellte er seine Werke bei der Gesellschaft der Freunde der Schönen Künste in Krakau und bei der Gesellschaft zur Förderung der Schönen Künste in Warschau aus. Darüber hinaus war er seit 1889 auch auf internationalen Ausstellungen, u. a. im Münchener Glaspalast, vertreten.